# Дружба (Нижнедевицкий район)
Дружба — хутор в Нижнедевицком районе Воронежской области.
Входит в состав Скупопотуданского сельского поселения.

## География

### Улицы
- ул. Восточная